# Seznam ljudi z vzdevkom Osvajalec
Seznam ljudi, ki jim je zgodovina pridala naziv Osvajalec.
- Tutmoz III. (okoli 1477 pr. n. št.–1425  pr. n. št.), egipčanski faraon
- Viljem Osvajalec (1028–1087), normandijski vojvoda in angleški kralj
- Alfonz I. Portugalski (1109–1185), portugalski kralj
- Valdemar II. Danski (1170–1241), danski kralj
- Jakob I. Aragonski (1208–1276), aragonski kralj
- Janez V. Bretanjski (1339–1399), bretanjski vojvoda
- Mehmed II. Osvajalec (1432–1481), otomanski sultan